# Ordinary Decent Criminal
Ordinary Decent Criminal (br: Um Criminoso Decente / pt: Criminoso, Mas Decente) é um filme de comédia policial de 2000, dirigido por Thaddeus O'Sullivan e escrito por Gerard Stembridge.

## Sinopse
Michael Lynch (Kevin Spacey) é o mais famoso ladrão de Dublin, na Irlanda. Seus roubos fazem dele o pesadelo da polícia local e um herói entre os criminosos locais. Além disto, Lynch banca o chefe de sua família, que inclui suas duas esposas: as irmãs Christine (Linda Fiorentino) e Lisa (Helen Baxendale). Porém, enquanto elabora mais um sofisticado plano Lynch precisa se precaver contra o detetive Noel Quigley (Stephen Dillane), que está disposto a tudo para capturá-lo.

## Elenco
- Kevin Spacey (Michael Lynch)
- Linda Fiorentino (Christine)
- Peter Mullan (Stevie)
- Stephen Dillane (Detetive Noel Quigley)
- Helen Baxendale (Lisa)
- David Hayman (Tony)
- Patrick Malahide (Comissário Daly)
- Gerard McSorley (Harrison)
- Tim Loane (Jerome Higgins)
- Gary Lydon (Tom Rooney)
- Paul Ronan (Billy Lynch)
- Colin Farrell (Alec Lynch)